# Sara Cobo
Sara Cobo Botello (ur. 24 lipca 1993) – meksykańska aktorka i piosenkarka.
Jest siostrą aktorki Lourdes Cobo. Znana z roli Carli Vive w telenoweli Popland. Wystąpiła również w innych serialach jak: Navidad sin fin, Niñas mal i wielu innych.

## Wybrana filmografia
- 2001: Navidad sin fin jako Marisella
- 2008-2012: La rosa de Guadalupe jako Hilda / Carola / Libertad / Linda / Cita
- 2010: ¿Qué fue de Jorge Sanz? jako dziewczyna w barze
- 2010: Niñas mal jako I.C.
- 2011: Popland jako Carla Vive
- 2012: Estado de gracia jako Ximena Toscano